# Bellechaume
Bellechaume est une commune française située dans le département de l'Yonne, en région Bourgogne-Franche-Comté. Le village se situe à proximité de la forêt d'Othe.

## Géographie
Bellechaume est traversé principalement par la D 84 reliant Auxerre à Villeneuve-l'Archevêque. Bellechaume se situe à environ 6 km au nord de Brienon-sur-Armançon, 6 km au sud de Arces-Dilo et à 30 km de la préfecture icaunaise, Auxerre.

### Environnement
La commune inclut deux ZNIEFF :
- la ZNIEFF de la forêt domaniale de Courbépine[1] a une surface de 1 019 ha, répartis sur les communes de Arces-Dilo, Bellechaume et Bussy-en-Othe. Son habitat déterminant est la forêt ;
- la ZNIEFF de la forêt d'Othe et ses abords[2], qui englobe 29 398 ha répartis sur 21 communes[3]. Le milieu déterminant est la forêt ; on y trouve aussi eaux douces stagnantes, landes, fruticées, pelouses et prairies.

### Climat
Pour des articles plus généraux, voir Climat de la Bourgogne-Franche-Comté et Climat de l'Yonne.
En 2010, le climat de la commune est de type climat océanique dégradé des plaines du Centre et du Nord, selon une étude du Centre national de la recherche scientifique s'appuyant sur une série de données couvrant la période 1971-2000. En 2020, Météo-France publie une typologie des climats de la France métropolitaine dans laquelle la commune est exposée à un climat océanique altéré et est dans une zone de transition entre les régions climatiques « Nord-est du bassin Parisien » et « Lorraine, plateau de Langres, Morvan ». 
Pour la période 1971-2000, la température annuelle moyenne est de 10,7 °C, avec une amplitude thermique annuelle de 16,3 °C. Le cumul annuel moyen de précipitations est de 751 mm, avec 11,6 jours de précipitations en janvier et 7,7 jours en juillet. Pour la période 1991-2020, la température moyenne annuelle observée sur la station météorologique de Météo-France la plus proche, « Coulours », sur la commune de Coulours à 14 km à vol d'oiseau, est de 11,2 °C et le cumul annuel moyen de précipitations est de 786,0 mm. 
La température maximale relevée sur cette station est de 39,8 °C, atteinte le 7 août 2003 ; la température minimale est de −16,7 °C, atteinte le 2 janvier 1997,,. 
Les paramètres climatiques de la commune ont été estimés pour le milieu du siècle (2041-2070) selon différents scénarios d'émission de gaz à effet de serre à partir des nouvelles projections climatiques de référence DRIAS-2020. Ils sont consultables sur un site dédié publié par Météo-France en novembre 2022.

## Urbanisme

### Typologie
Au 1er janvier 2024, Bellechaume est catégorisée commune rurale à habitat dispersé, selon la nouvelle grille communale de densité à sept niveaux définie par l'Insee en 2022.
Elle est située hors unité urbaine et hors attraction des villes,.

### Occupation des sols
L'occupation des sols de la commune, telle qu'elle ressort de la base de données européenne d’occupation biophysique des sols Corine Land Cover (CLC), est marquée par l'importance des forêts et milieux semi-naturels (70,1 % en 2018), une proportion sensiblement équivalente à celle de 1990 (70,3 %). La répartition détaillée en 2018 est la suivante :
forêts (66,3 %), terres arables (27,7 %), milieux à végétation arbustive et/ou herbacée (3,8 %), zones urbanisées (1,9 %), prairies (0,3 %). L'évolution de l’occupation des sols de la commune et de ses infrastructures peut être observée sur les différentes représentations cartographiques du territoire : la carte de Cassini (XVIIIe siècle), la carte d'état-major (1820-1866) et les cartes ou photos aériennes de l'IGN pour la période actuelle (1950 à aujourd'hui).

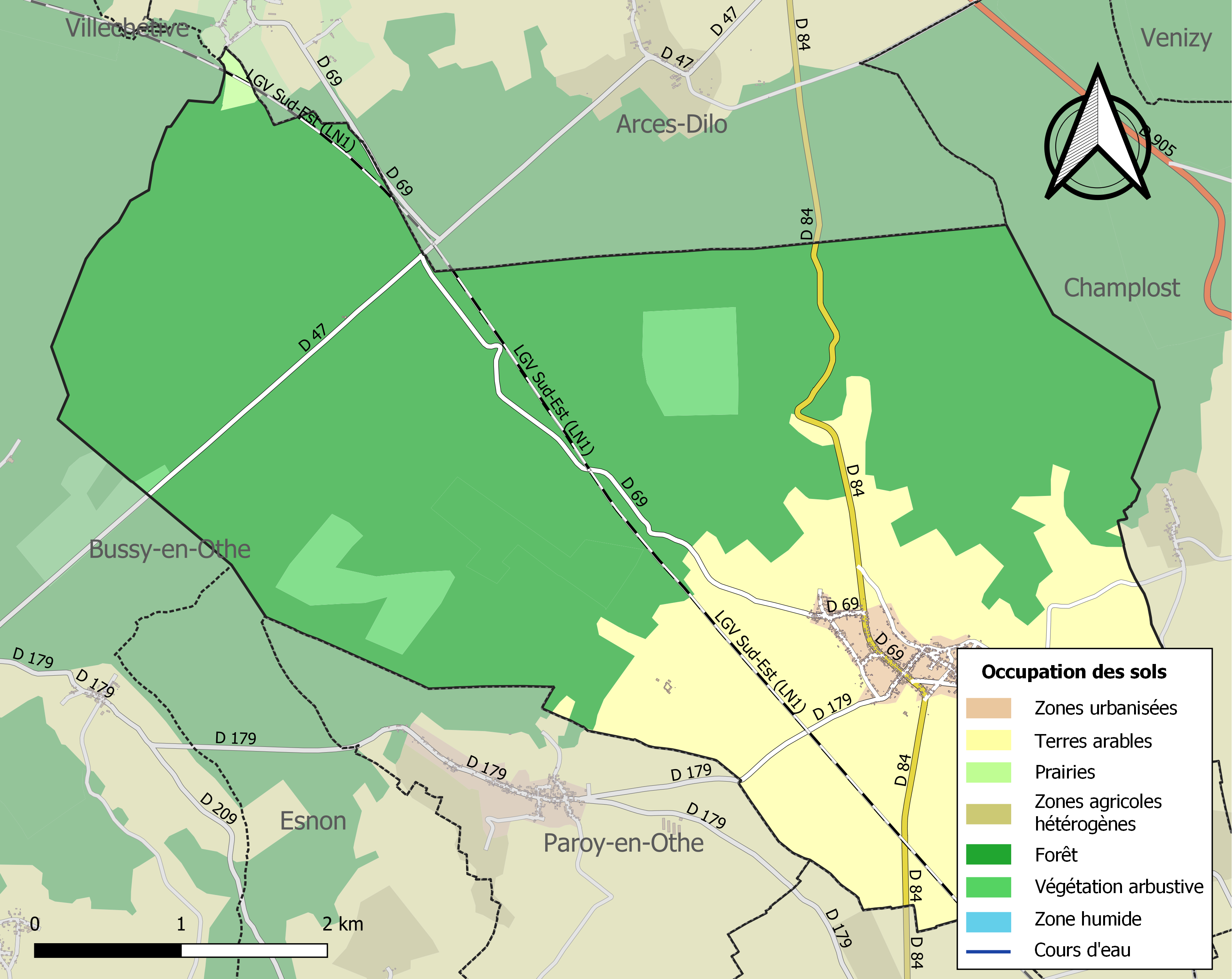
Carte des infrastructures et de l'occupation des sols de la commune en 2018 (CLC).

## Histoire
En 1666 et 1667, honorable homme Jean Buard, bourgeois de Gien, est seigneur de Bellechaume. Il était protestant, et après la révocation de l'édit de Nantes, la seigneurie est vendue.

## Politique et administration
| Période    | Période  | Identité           | Étiquette | Qualité                   |
| ---------- | -------- | ------------------ | --------- | ------------------------- |
|            |          |                    |           |                           |
| avant 1995 | 2014     | Louis Delmotte     |           | Agriculteur               |
| 2014       | 2020     | Bernard Paulmier   | DVD       | Agriculteur               |
| 2020       | En cours | Jean-Luc Delagneau |           | Retraité sapeurs pompiers |

Source : site du conseil général de l'Yonne.

## Démographie
L'évolution du nombre d'habitants est connue à travers les recensements de la population effectués dans la commune depuis 1793. Pour les communes de moins de 10 000 habitants, une enquête de recensement portant sur toute la population est réalisée tous les cinq ans, les populations de référence des années intermédiaires étant quant à elles estimées par interpolation ou extrapolation. Pour la commune, le premier recensement exhaustif entrant dans le cadre du nouveau dispositif a été réalisé en 2007.

En 2022, la commune comptait 437 habitants, en évolution de +0,46 % par rapport à 2016 (Yonne : −1,95 %, France hors Mayotte : +2,11 %).
| 1793 | 1800 | 1806 | 1821 | 1831 | 1836 | 1841 | 1846 | 1851 |
| ---- | ---- | ---- | ---- | ---- | ---- | ---- | ---- | ---- |
| 471  | 495  | 454  | 492  | 551  | 601  | 610  | 628  | 630  |

| 1856 | 1861 | 1866 | 1872 | 1876 | 1881 | 1886 | 1891 | 1896 |
| ---- | ---- | ---- | ---- | ---- | ---- | ---- | ---- | ---- |
| 637  | 647  | 656  | 576  | 606  | 570  | 567  | 510  | 519  |

| 1901 | 1906 | 1911 | 1921 | 1926 | 1931 | 1936 | 1946 | 1954 |
| ---- | ---- | ---- | ---- | ---- | ---- | ---- | ---- | ---- |
| 491  | 482  | 444  | 390  | 381  | 375  | 397  | 380  | 294  |

| 1962 | 1968 | 1975 | 1982 | 1990 | 1999 | 2006 | 2007 | 2012 |
| ---- | ---- | ---- | ---- | ---- | ---- | ---- | ---- | ---- |
| 296  | 259  | 270  | 276  | 333  | 441  | 458  | 460  | 434  |

| 2017 | 2022 | - | - | - | - | - | - | - |
| ---- | ---- | - | - | - | - | - | - | - |
| 441  | 437  | - | - | - | - | - | - | - |

## Vie locale

### Événement
Bellechaume possède le plus petit terrain de stock-car de France et organise la 62e édition cette année le 22 août 2020, avec « Les Amis de Bellechaume ». L'association existe depuis les années 1960 et a pour but d'aider les autres associations du village et faire un don aux personnes de plus de 70 ans pendant la période de Noël. Dans les années précédentes[Quand ?], elle a aussi participé à la construction de la salle des fêtes, à l'achat du volet roulant des sapeurs pompiers, etc.

## Culture locale et patrimoine

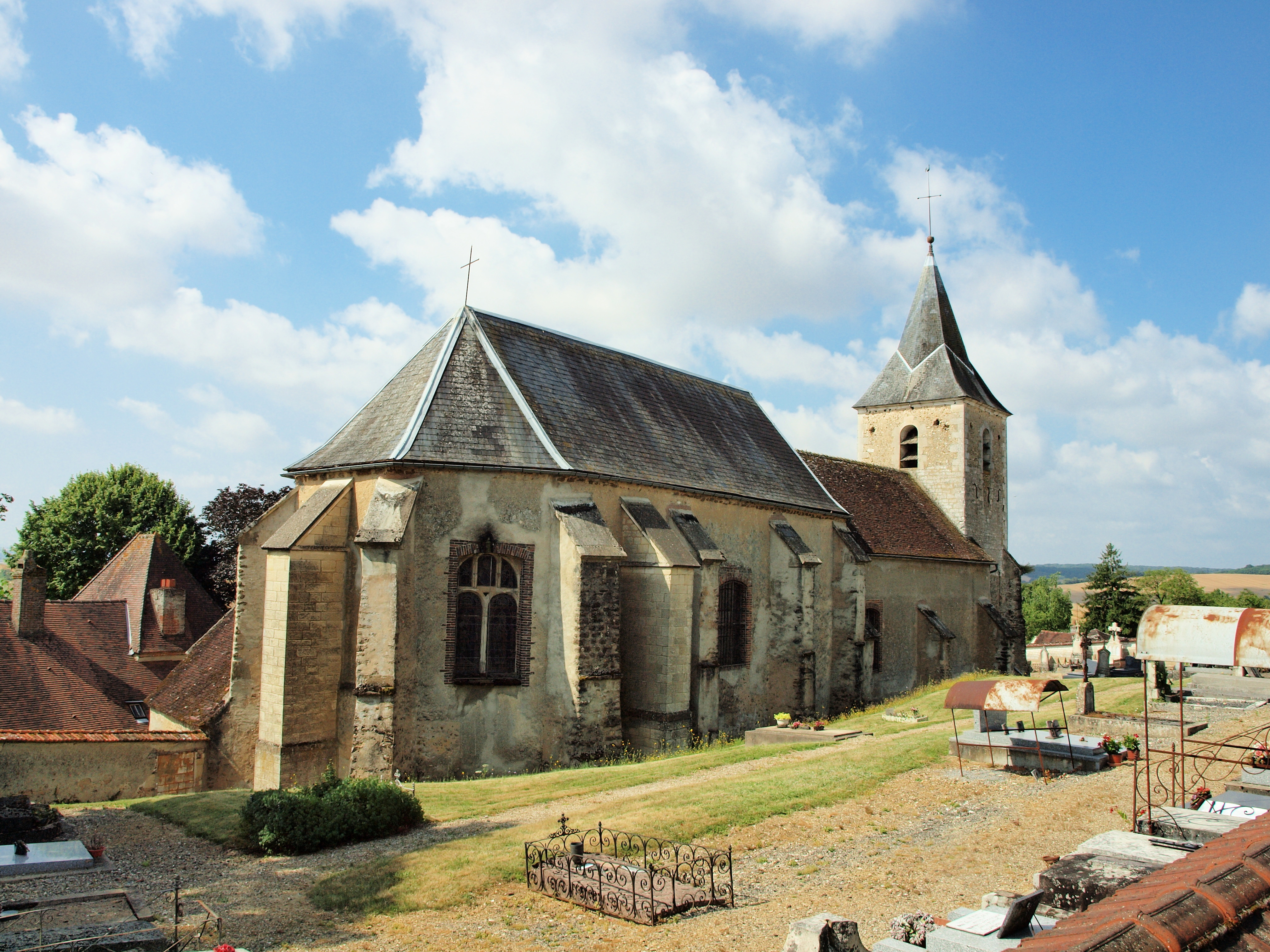
L'église de la Très Sainte Trinité

### Lieux et monuments
L'église de la Très Sainte Trinité date du XVIe siècle.

### Personnalités liées à la commune
- Gaston Ramon (1886-1963) : vétérinaire et biologiste, créateur du vaccin antidiphtérique.

### Héraldique
| Blason de Bellechaume | Blason  | Écartelé : au 1er de gueules au hibou d'argent, au 2e d'argent à trois épis de blé tigés, feuillés et empoignés d'orangé, au 3e taillé d'argent au cep de vigne de sinople, fruité de pourpre et tuteuré d'un échalas de sable ; et d'argent au pommier de sinople fruité de gueules, au 4e d'azur à la fontaine monumentale d'argent. |
| Blason de Bellechaume | Détails | Adopté le 23 octobre 2018. |

## Pour approfondir